# Парана (футбольний клуб)
Парана Клубе або просто «Парана» (порт. Paraná Clube) — бразильський футбольний клуб з міста Куритиба, столиці штату Парана. Заснований 19 грудня 1989 року шляхом об'єднання клубів «Колорадо» (порт. Colorado Esporte Clube) та «Пінейруша» (порт. Esporte Clube Pinheiros).
Клуб має прізвиську порт. Tricolor da Vila завдяки клубним кольорам та назві свого стадіону, «Віла Капанема» (офіційна назва арени — «Ештадіу Дурівал Брітто е Сільва»). Найбільшими успіхами в історії клубу було чемпіонство в Серії B 1992 року та перемога в Жовтому модулі Кубка Жоао Авеланжа в сезоні 2000 року (цей турнір проходив замість Серії B, визнається Бразильською конфедерацією футболу офіційним, але не тотожним Серії B). З 1993 року виступав в еліті бразильського футболу, в 2007 році брав участь у розіграші Кубку Лібертадорес, того ж сезону вилетів до Серії B, в якій виступав до завершення сезону 2017 року. З 2018 року знову виступає в Серії A.

## Історія

### Історія об'єднання
«Парана Клубе» утворився у 1989 році внаслідок злиття Спортивного клубу «Колорадо» та Спортивного клубу «Пінейруш», внаслідок чого протягом перших десяти років свого існування новостворена команда 6 разів вигравала Лігу Паранаенсе. Таким же швидким був успіх й у національних чемпіонатах, оскільки за три роки «триколірні» пройшли шлях від третього до першого дивізіону бразильського чемпіонату, при цьому в 1992 році вони стали переможцями бразильської Серії B.
Ще в 1988 році керівництво «Колорадо» та «Пінейруш» розглядали можливість об'єднання клубів, а у вересні того ж року по три представники від кожного клубу (Дарсі Піана, Делі Маседу та Раул Тромбіні від «Колорадо», а також Жорже Селестіно Бусо, Араміш Тіссот та Осімар Болісенью від «Пінейруш») зустрілися для обговорення деталей майбутнього об'єднання. На цій зустрічі було офіційно схвалено назву нового клубу — «Парана Клубе» (або просто «Парана»), окрім того сторони домовилися про клубні кольори, кольори форми та розповсюдження клубної символіки. З метою залучення до нового клубу більшої кількості вболівальників домашньою ареною було обрано Віла Капанема«Ештадіу Дурівал Брітто е Сільва», штаб-квартира майбутнього клубу повинна була розташовуватися на «Авеніда Кеннеді», а 19 грудня 1989 року було офіційно повідомлено про створення нової команди «Парана Клубе», або просто «Парана».

### 1990: перші кроки «Парани»
Першим турніром за участю «Парани» стала Ліга Паранаенсе 1990, яка стартувала в лютому місяці. Після довгого шляху в цьому турнірі команда поступилася в півфіналі й зайняла підсумкове 3-є місце.
Першою «великою» звитягою клубу стала перемога в Кваліфікаційному турнірі чотирикутника 1990 року за право виходу до Серії C. Того сезону «Парана» дійшла до півфіналу змагання, але завоювала 3-тє підсумкове місце та можливість наступного року виступати в Серії B, оскільки 4 найкращі команди Серії C 1990 року отримували можливість підвищитися в класі.

#### Перша команда
Першим тренером клубу став Рубенс Мінеллі, триразовий чемпіон Бразилії з «Інтернасьйоналом» у 1975 та 1976 роках, а також з «Сан-Паулу» в 1977 році, до складу тренерського штабу якого він згодом приєднався. У першому складі «Парани» нараховувалося 50 гравців, як більш досвідчених, так і зовсім юних, які отримали можливість розкритися в першій команді клубу.

### 1991—1992: початок завоювання трофеїв
Вже незабаром після об'єднання новий клуб почав досягати занчних успіхів. «Парана» стала переможцем Ліги Паранаенсе 1991, це була друга участь команди в чемпіонаті штату. При цьому «триколірні» зіграли внічию (1:1) з «Кортібою» на «Ештадіо Мажор Антоніу Коуту Перейра». У цьому турнірі «Парана» здобула 17 перемог у 26 матчах, в тому числі й розгромила з рахунком 6:1 «Лондрину».
Після перемоги у чемпіонату штату 1992, «Парана» продовжила впевнені виступи й на загальнонаціональному рівні, у Серії B. Спочатку в півфіналі клуб переміг «Санта-Круз» з рахунком 1:0, на «Ештадіу ду Арруда», а потім у фіналі, також з рахунком 1:0, здолав «Віторію», з Салвадору, на «Ештадіу да Фонте-Нова». З цього часу «триколірні» виступали в еліті бразильського футболу.
У 1992 році «Парана» також дебютувала в Кубку Бразилії. У першому поєдинку «параніста» зіграла внічию (1:1) з «Демократою» з Говернадора-Валадаріса, а в Куритибі з рахунком 2:1 вирвали перемогу. 18 вересня, вперше за останні 16 років, клуб переміг «Греміо», ця поразка стала першою в домашніх поєдинках для команди з гаучо. Однак перемога з рахунком 1:0 була нівельована домашньою поразкою в Куритибі з рахунком 1:2, й через пропущені «домашні» голи «Парана» припинила свій шлях у національному кубку.

### 1993—1997: епоха п'яти чемпіонатів
З 1993 по 1997 рік, протягом 5-и сезонів поспіль, «Парана» виступала в еліті бразильського футболу, Серії A. При цьому в 1993 та 1994 роках команда вигравала Лігу Паранаенсе, а в 1995 році цей чемпіонат втретє поспіль підкорився клубу, причому у фінальному поєдинку того сезону з рахунком 1:0 був обіграний надпринциповий суперник, «Коритиба». Переможний м'яч було забито на 45-й хвилині другого тайму у присутності понад 30 000 уболівальників на «Ештадіу ду Піньєрау».
У 1996 році «Парана» втретє виграла чемпіонат штату: цього разу все з тим же рахунком 1:0 на виїзді була обіграна «Коша», єдиним голом у матчі на 43-й хвилині відзначився Рікардіньйо. Під керівництвом Рубенса Мінеллі в 1997 році команда вп'яте поспіль стала переможцем Ліги Паранаенсе, перемігши в фіналі «Уніау Бандейранте» з рахунком 3:0.
У 1994 році команда вперше взяла участь у Кубку Бразилії, в якому вперше зіграла внічию (1:1) з «Інтернасьйоналом» на «Ештадіу Бейра-Ріу». У Куритибі «триколірні» мінімально поступилися більш іменитому супернику й припинили боротьбу в турнірі вже в першому ж раунді. У сезоні 1995 року в першому раунді національного кубку «Парана» двічі з рахунком 1:0 перемогла «Жувентуде». Потім також двічі поспіль мінімально перемогли «Інтернасьйонал». У чвертьфіналі «триколірні» розписали безгольову нічию з «Корінтіансом», на Ештадіу ду Пакаембу за 10 хвилин до завершення матчу «Парана» тримала рахунок 1:1, який дозволяв команді вийти до наступної стадії, але «Корінтіанс» зумів вирвати перемогу та продовжити шлях у турнірі.
У 1996 році «Парана» знову вийшла до 1/4 фіналу кубку Бразилії, на шляху до якого відзначилася 1 голом у 4-х матчах. У першому раунді в Салвадорі зіграла в нульову нічию з «Віторією», а в Куритибі «триколірні» мінімально, 1:0, перемогли своїх суперників. В наступному раунді, проти «Ботафого», 180 хвилин протистояння завершилися нульовою нічиєю, а в серії післяматчевих пенальті «Парана» з рахунком 4:2 здобула перемогу.
Після цього «триколірні» зустрілися з «Палмейрасом», який на той час був найсильнішою командою в Бразилії та дуже впевнено грав у Сан-Паулу, команда гідно протистояла гранду, але через упереджені дії головного арбітра поєдинку поступилася з рахунком 0:2. Проте в матчі-відповіді «триколірні» перемогли з рахунком 3:1. Ця гра стала пам'ятною для Свуло, який забив 100-й м'яч за «Парану».
У 1997 році тодішній чотириразовий чемпіон штату Парана знову натрапив на Колорадо гаучо, в Куртибі була зафіксована нічия (1:1), а на стадіоні «Бейра Ріо» клуб зазнав поразки з рахунком 0:3.
У 1994 році «Парана Клубе» зайняв друге місце на Кубку міста Куритиба, а в 1996 році став переможцем Torneio de Verão de Paranaguá, обігравши в серії післяматчевих пенальті «Коритибу».

### 1998: кінець гегемонії
У 1998 році Парана втратила шанс вшосте стати переможцем чемпіонату штату й завершила змагання на третьому місці, а в бразильському чемпіонаті, клуб зумів залишитися в еліті в останньому турі, вигравши у «Фламенго» на «Віла Олімпіко ду Багейрау».
У 1998 році «триколірні» вперше зустрілися з «Флуміненсе» (клуб щойно покинув еліту бразильського футболу) і переміг на Маракані з рахунком 2:0, через що необхідність у матчі-відповіді фактично зникла. Після цього була домашня перемога з рахунком 1:0 та нічия з рахунком 1:1 в Белу-Орізонті, завдяки чому «Парана» вибила з кубку Бразилії «Атлетіко Мінейро», але в чвертьфіналі на шляху до омріяного трофею став «Сантус», який двічі з мінімальним рахунком обіграв «Парану» та вийшов до півфіналу турніру.

### 1999—2000: проти всього і кожного, повернення до вершини
На початку 2000-х років клуб повернув колишні позиції, після спаду, який розпочався у 1998 році. У кубку Бразилії команда дійшла до фінальної фази.
У 1999 році «Парана» припинила боротьбу вже в першому раунді кубку Бразилії, поступившись за сумою двох матчів скромному «Камасарі» (спочатку програла з рахунком 0:2 в Баї, а потім вдома перемогла з рахунком 2:1).
У 2000 році «Парана» вперше зустрілася «Амерікану», який пройшов завдяки нічиїй 1:1 у Кампус-дус-Гойтаказіс-РЖ і перемозі з рахунком 2:1 у Куритибі. У другому раунді «триколірні» вдома з рахунком 0:2 поступилися «Крузейро», а у матчі-відповіді також нічого вдіяти не змогли.
Для бразильського чемпіонату 1999 року з декількома втручанням БКФ на користь так званих «грандів» або членів «клубу 13», щоб уникнути для них потрапляння до другого дивізіону, було вирішено вирахувати середнє значення набраних очок у Серії A в сезонах 1998 і 1999 років, коли «Парана» закінчила на 17-му місці в турнірі з 24-х команд, чрез що команда вилетіла до другого дивізіону, який наступного року, через ці критерії та інші причини, був трансформований у Кубок Жоао Авеланжа, розділений за модулями. Проте за результатами цього турніру в сезоні 2000 року стало зрозуміло, що «Парана» повернеться до еліти бразильського футболу.
Через конфлікт «Гами» проти БКФ (Бразильська конфедерація футболу) та «Ботафогу», бразильський чемпіонат не відбувся, а Кубок Жоао Авеланжа, організований Клубом 13-х, увійшов на його місце з включенням таких клубів: «Флуміненсе», «Баїя», «Жувентуде», «Америка Мінейру» та «Ботафогу», але вони повинні були виступати в колишньому Другому дивізіоні, якщо цей чемпіонат був би організований БКФ. Після скасування чемпіонату, завдяки присутності 114 команд, поділених на синій, жовтий, зелений та білий модулі, Клуб 13-х відмовився допускати «Парана Клубе» до когорти найсильніших, помістивши його в жовтий модуль.
З третього місця в кваліфікаційній групі, клуб зумів дійти до фіналу модуля після кваліфікаційних раундів, і тому, як у 1992-му в Серії B, у домашньому поєдинку проти «Сан-Каетану», завдяки голу Фредсона за 41 хвилину другого тайму, повернув «параністу» до еліти бразильського футболу напряму. Того ж року команда зіграла в Серії A, в якому продемонструвала один з найкращих результатів в історії, дійшовши до 1/4 фіналу, де поступилась «Васко да Гамі», що стала найкращим клубом Ліги Паранаенсе в тогорічній Серії A.

#### Кубок Півдня та Кубок КОНМЕБОЛ
Того сезону «Парана» взяла участь у першому етапі Кубку Півдня — 3 чотирикутника, по два найкращі команди з кожної групи виходили до півфіналу. «Триколірні», які потрапили до групи B, посіли 2-е місце, поступились лише «Інтернасьйоналу», здобувши 3 перемоги, 1 нічию та 2 поразки, при цьому команда забила 11 м'ячів. У півфіналах, який проходив у форматі двох трикутників та одного поєдинку плей-оф, «Парана» здолала принципових суперників-земляків «Гренал» та «Жувентуде». Триколірні розпочали цей етап невдало, лише вдома зуміли зіграти внічию з «Атлатіко Паранаенсе». У наступному матчі, на Коуту, знову зіграли внічию, цього разу проти «Коші», причому обидва матчі завершилися з однаковим рахунком, 1:1. Проте в двох наступних матчах, проти чорно-червоних Атлетів, «Парана» здобула дві перемоги (3:0 та 3:1) та можливість виходу до наступного раунду.
«Парана» й «Атлетіко» зіграли на Коуто Перейра 28 березня, «триколірні» тріумфували з рахунком 1:0 у тому поєдинку, який увійшов в історії «Парана Клубе» як одна з найдраматичніших перемог. Однак цього результату виявилося недостатньо, щоб зайняти перше місце в групі, оскільки у «Атлетіко» була 7 очок, проти 5-ти в «триколірних». 4 квітня, завдяки перемозі з рахунком 4:2, «Парана Клубе» гарантував собі участь у наступній стадії турніру, команда пройшла завдяки кращим результатам очних протистоянь.
У наступному раунді суперником «триколірних» став «Греміо», згідно з жеребкуванням та регламентом перша гра повинна була відбутися в Порту-Алегрі, матч відповідь — у Куритибі, за потреби — третій поєдинок мав стати знову домашнім для «параністи». 13 квітня Парана з рахунком 2:1 виграла в Гаучо, а п'ять днів потому, триколорірні знову перемогли, 2:0, і, завдяки сумарній перемозі, триколірні отримали можливість у фіналі поборотися за трофей. Але 25 квітня «Греміо» переміг «Парану» на «Пінейрау» з рахунком 1:0, і, як результат, «триколірні» як фіналісти турніру отримали можливість зіграти у Кубку КОНМЕБОЛ.
Друге місце в Кубку Півдня дозволило «Парані» отримати право зіграти в Кубку КОНМЕБОЛ (який наприкінці того року повинен був бути ліквідований) Проте «Парана» повністю дискредитував змагання, оскільки в останні місяці 1999 року клуб був втягнутий у суперечку з бразильськими футболістами, головна ж команда від цього також постраждала, через що завершували сезон вже резервісти та молоді гравці. У першому раунді «паранаїсті» протистояв «Сан-Лоренцо», у Куритібі з рахунком 1:0 бразильці перемогли своїх суперників (автор голу — Джуліано), а в Парагваї поступився з рахунком 1:2 (Евандро). У чвертьфіналі проти «Талерес» у Кордові «Парана» поступилася з рахунком 0:1, але в Куритибі перемогла з тим самим рахунком (Дейвісон), а в серії післяматчевих пенальті з рахунком 3:1 перемогли аргентинці, «Парана» ж припинила виступи на турнірі, а «Талерес» став переможцем кубку.

### 2001—2005: епоха невдалих результатів
У період з 2001 по 2005 рік команда двічі ставала чемпіоном Ліги Паранаенсе (2001 та 2002). У 2004 році цей турнір набув практично загальнодержавного значення та отримав прізвисько «Турнір смерті».
У 2002 році було здійснене турне по Україні, під час якого «Парана» здобула перемоги над «Карпатами» (1:0), червоноградською «Галичиною» (2:0) і, найголовніше, над Олімпійською збірною України (1:0), завдяки чому команда отримала символічний кубок за звитяги за кордоном. У чемпіонаті Бразилії 2003 року посів 10-те місце, але зумів кваліфікуватися для участі в Південноамериканському кубку. Сезон 2005 року також виявився вдалим, команда посіла високе 7-е місце.
У Південноамериканському кубку 2004, другому для «Парани» офіційному міжнародному турнірі, команда виступила невдало. У першому матчі, який проходив на Пінейрау, була здобута важка перемога над «Сантосом» (2:1), але на «Віла Більміру» суперник триколірних відігрався, здобувши перемогу з рахунком 3:0.
У цей період триколірні виграли Кубок Віла-Велья в 2004 році і Турнір чотирикутника в Тангара-да-Серра, де клуб використовував гравців основної обойми.

### 2006—2007: національний титул, Лібертадорес та пониження в класі
У цей період існували розбіжності з календарем Кубка Бразилії, який було ухвалено без згоди «Парани», і після двох тижнів суперечок, триколірні відмовилися від участі в турнірі, відкривши, таким чином, одне вільне місце в турнірі. Проте, зрештою, клуб повернувся до змагань, здобувши в Сеарі перемогу з рахунком 3:1, а в Куритибі зігравши в нічию (2:2), ознаменувавши своє повернення виходом у наступний раунд турніру.
У Кубку Бразилії 2002 року «Парана» дебютувала перемогою з рахунком 3:1 над клубом «Атлетіко Брагантіно» у Браганці-Паулісті, завдяки чому відпала необхідність у матчі-відповіді. Потім «триколірні» з рахунком 2:0 перемогли «Гуарані» в Кампінасі, а в матчі відповіді зіграли внічию (1:1), завдяки чому пройшли до наступного раунду. В 1/8 фіналу черговим суперником «Парани» став «Ботафогу», якого команда на «Маракані» перемогла з рахунком 3:1. Матч в Куритибі завершився з рахунком 1:1, а це означало, що «Парана» йде далі. В 1/4 фіналу «триколірні» спочатку обіграли в Сан-Паулу «Корінтіанс» (3:1), а потім і в матчі-відповіді здобули мінімальну перемогу (1:0), проте були дискваліфіковані.
У 2004 році клуб Гралья-Азул повернулися до участі в континентальних турнірах — Південноамериканському Кубку-2004, після того як посіли 10-е місце в бразильському чемпіонаті, проте вилетіли за підсумками першого раунду турніру, ще на національному етапі. Суперником «параністе» був «Сантос», який став переможцем бразильського чемпіонату того року, на Пінейрау Парана перемогла з рахунком 2:1, завдяки голам Фернандо та Мараньяну. У матчі-відповіді «триколірні» програли з рахунком 0:3 й припинили боротьбу в турнірі. У сезоні 2004 року в бразильському чемпіонаті «Парана» боролася за право збереження прописки в елітному дивізіоні.
Наступного року в Лізі Паранаенсе команда завоювала черговий чемпіонський титул, а в бразильському чемпіонаті фінішувала на 7-у місці,. Такий результат дозволив «триколірним» кваліфікуватися для участі в Південноамериканському кубку. Проте вже в першому ж раунді «Парана» двічі поступилася «Атлетіко-ПР» й припинила турнірний шлях. Також у 2006 році, після 9 років без чемпіонства, команда виграла свій 7-й в чемпіонаті штату, причому програла лише 2 поєдинки. У 2006 році в бразильському чемпіонаті «Парана» гарантувала собі на наступний сезон участь у Кубку Лібертадорес 2007.
У 2007 році в Лізі Паранаенсе «триколірні» розділили чемпіонство, але через гіршу різницю забитих та пропущених м'ячів офіційно стали другими. Також команда того сезону виступала в Кубку Лібертадорес, де в першому раунді у двоматчевому протистоянні зустрілася з «Кобрелоа» з Чилі. У першому поєдинку, в Каламі, «Парана» перемогла з рахунком 2:0. Матч-відповідь у Куритибі завершився з нічийним рахунком 1:1, завдяки чому «триколірні» кваліфікувалися до групового етапу, де їх суперниками були «Фламенгу», «Реал Потосі» (Болівія) та «Маракайбо» (Венесуела). Завдяки раціонально розрахованому турнірному шляху «триколірні» з 9-ма набраними очками обійшли «Реал Потосі» (6 набраних очок) та «Маракайбо» (2 набрані очки), але поступилися переможцю групи «Фламенгу» (16 очок), тим не менше цього виявилося достатньо, щоб вийти до 1/8 фіналу турніру. Проте на цій стадії «Парану» спіткала невдача: у Куритибі «триколірні» поступилися парагвайському «Лібертаду», а в Парагваї зіграли внічию (1:1) й припинили боротьбу в Кубку.
 Виступи в Кубку Лібертадорес 2007
| Корбелоа        | 0-2 | Парана          |
| Парана          | 1-1 | Корбелоа        |
| Уніон Маракайбо | 2-4 | Парана          |
| Парана          | 2-0 | Реал Патосі     |
| Парана          | 0-1 | Фламенгу        |
| Фламенгу        | 1-0 | Парана          |
| Реал Патосі     | 3-1 | Парана          |
| Парана          | 2-1 | Уніон Маракайбо |

| 3 травня 2007  |     |          |           |  |
| Парана         | 1-2 | Лібертад | Куритиба  |  |
|                |     |          |           |  |
| 10 травня 2007 |     |          |           |  |
| Лібертад       | 1-1 | Парана   | Асунсьйон |  |

За підсумками сезону 2007 року «Парана» опустилася до Серії B, посівши передостаннє місце в Серії A.

### 2008—2017: виступи у Серії В
У 2008 році «Парана» знову взяла участь у Кубку Бразилії і дебютувала у змаганні проти «Трена», зігравши в Макапі нульову нічию. У матчі-відповіді, на Віла Кампанева, «триколірні» перемогли з рахунком 4:0. По завершенні того поєдинку головний тренер команди-переможця Дурвал Лара Рібейру неочікувано оголосив про підписання швидкісного нападника «амапаенсе» Дієго Ратінью. У другому раунді «триколірні» зустрілися з «Віторією», у Куритибі господарі мінімально перемогли свого суперника завдяки голу Жоелсона. Напередодні матчу у «Парани» з'явився оновлений талісман, «Гралья Азул». Матч відповідь відбувся на стадіоні «Баррадау», на якому з рахунком 2:1 перемогу здобули «червоно-чорні», але завдяки виїзному голу далі пройшли «триколірні».
Наступним суперником «Парани» став «Інтернасьйонал», якого в Куритибі вдалося обіграти з рахунком 2:0. Проте у матчі-відповіді, на «Бейра-Ріу» в Порту-Алегрі, «Інтер» здобув розгромну перемогу 5:1 й пройшов до наступного раунду, а «триколірні» припинили шлях у кубку.
У сезоні 2010 року клуб намагався залишитися в другому дивізіоні бразильського чемпіонату, а в 2011 році боровся за виживання в еліті чемпіонату штату. Сезон 2011 року загалом виявився невдалим, перше коло Ліги Паранаенсе команда провалила, у другому колі виступала дещо краще, але уникнути вильоту не змогла, проте в сезоні 2012 року повернулася до вищого дивізіону Ліги Паранаенсе, після нічиєї 2:2 з «Арапонгашем» на «Віла Капанема».
За підсумками чемпіонату, «Парана» намагалася уникнути вильоту, вклавши значні кошти в судовий процес проти «Ріо-Бранку» через начебто порушення в підписанні нових гравців, але після декількох суддів, паранагуйський клуб був виправданий, і «Парана» повинна була змагатися за право виходу до вищого дивізіону 2012 року. Під керівництвом Рікардінью клуб, зрештою, повернувся до Вищого дивізіону штату.
У 2013 році «триколірні» були близькими до повернення в бразильську Серію А, проте посіли 8-ме підсумкове місце й відстали на 3 очки від зони підвищення в класі. У 2012, 2014, 2015 та 2016 роках у, бразильській Серії B, клуб зберігав своє місце в чемпіонаті, проте не боровся за вихід до еліти бразильського чемпіонату.

### Повернення в Серію A після 10-річної паузи
18 листопада 2017 року, після десятиліття виступів у Серії B, «триколірні» вибороли заздалегідь путівку до Серії А чемпіонату Бразилії, перемігши команду КРБ у Масейо з рахунком 1:0.

## Досягнення
- Серія B
  -  Чемпіон (3): 1992, 2000*, 2017

- Ліга Паранаенсе
  -  Чемпіон (6): 1991, 1993, 1994, 1995, 1996, 1997, 2006

- Другий дивізіон Ліги Паранаенсе
  -  Чемпіон (1): 2012

* У 2000 році «Парана Клуб» був чемпіоном Жовтого модуля Кубка Жоао Авеланжа, який, на думку деяких дослідників, вважається еквівалентним Серії B. Проте цей розіграш не є офіційним, і його переможець не визнається КБФ.

## Статистика виступів

### По сезонах
- Зеленим кольором виділено роки, в яких команда кваліфікувалася для участі в Кубку Лібертадорес, без потреби в чемпіонському титулі.
- Червоним кольором виділено роки, коли «Парана» вилетіла до другого дивізіону.

 * Зеленим кольором виділено роки, в яких «Парана» здобула путівку до Серії A.

### Виступи
|  | Виступає в 2018 |

| Змагання                    | Змагання                  | Сезони           | Найкращий результат | Дебют | Востаннє | П | В |
|                             | Паранаенсе (Золота серія) | 28               | Чемпіон (7 трофеїв) | 1990  | 2018     |   | 1 |
| Паранаенсе (Срібна серія)   | 1                         | Чемпіон (2012)   | 2012                | 2012  | 1        | – |   |
|                             | Прімейра-ліга             | 1                | 1/2 фіналу (2017)   | 2017  | 2017     |   |   |
| Бразилія                    | Серія A                   | 16               | 5º місце (2006)     | 1993  | 2018     |   | 2 |
| Бразилія                    | Серія B                   | 13               | Чемпіон (1992)      | 1991  | 2017     | 3 | – |
| Бразилія                    | Серія C                   | 1                | 3º місце (1990)     | 1990  | 1990     | 1 | – |
| Бразилія                    | Кубок Бразилії            | 21               | 1/4 фіналу (4 рази) | 1992  | 2018     |   |   |
|                             | Кубок Лібертадорес        | 1                | 1/8 фіналу (2007)   | 2007  | 2007     |   |   |
| Південноамериканський кубок | 2                         | 2-й раунд (2006) | 2004                | 2006  |          |   |   |

## Стадіон
Після об'єднання двох клубів «Парана» має у своїй власності два стадіони: «Дуррівал Брітто і Сільва (Віла-Капанема)» та «Ертон Коелью Кейруш (Віла Олімпіка ду Бокейрау)»

### Стадіон «Дуррівал Брітто і Сільва»: Віла-Капанема
Стадіон «Дуррівал Брітто і Сільва» був відкритий 23 січня 1947 року за участю «Ферріваріу» та «Флуміненсе» (5:1 на користь клубу з Каріоки), а перший м'яч забив Карека з клубу «Флу», який завжди мав дружні стосунки з «Параною» з моменту заснування клубу. Прибуток від цього матчу складав 132 653 долари США, вражаюча за стандартами того часу сума для клубу з Парани.

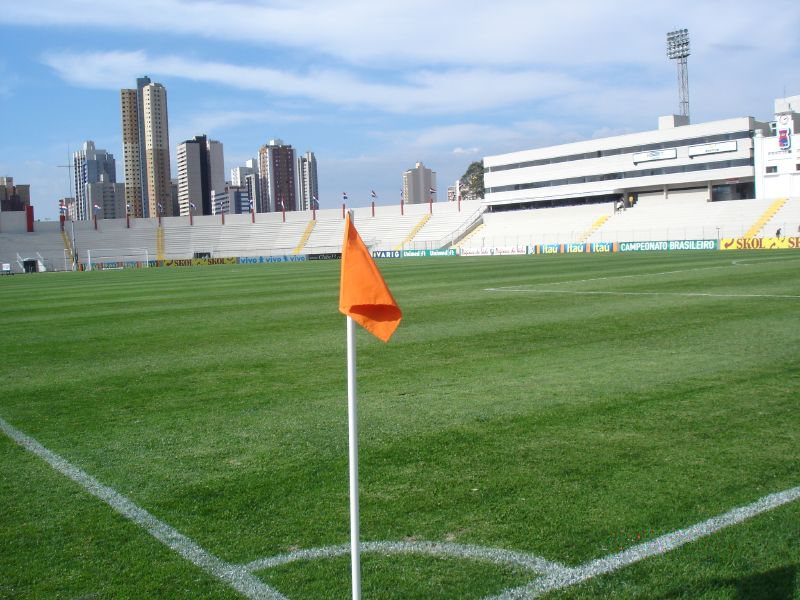
Стадіон «Віла-Капанема»

Після офіційного відкриття, він став третім за величиною стадіоном у країні, а його місткість поступається лише «Пакаембу» в Сан-Паулу та «Сан-Жуаріну» в Ріо-де-Жанейро.
Коли Бразилія виборола право на проведення чемпіонату світу з футболу в 1950 році, вперше після 12 років дискваліфікації через великий світовий конфлікт, Куритибу обрали одним з міст, у якому мали проходити поєдинки Мундіалю. Федерація футболу Парана запропонувала КБР — на той час Бразильська спортивна конфедерація — нещодавно відкритий стадіон «Дуррівал Брітто і Сільва».
КБР включила Куритибу до списку міст-господарів Чемпіонату, завдяки існуванню стадіону «Ферроворіаріу», і в містечко приїхала інспекція, щоб перевірити стадіон «Віла». Стадіон був затверджений одноголосно, і, 25 червня 1950 року, був підготовлений для гри між Іспанією та Сполученими Штатами. Друга гра Чемпіонату в Куритибі відбулася 29 червня: між Парагваєм та Швецією. Стадіон «Дуррівал Брітто і Сільва» увійшов до історії як один з найбільших спортивних майданчиків чемпіонату світу.

#### Vila, tá na Hora!
Після оренди «Пінейрау», «Парана» почала переносити на «Віла-Капанема» важливі матчі та матчі основних змагань. На професіональному рівні стадіон востаннє використовувався на поєдинку Ліги Паранаенсе 2004 року.
Наприкінці 2005 року, після багатьох звернень уболівальників, «Парана» повернулася на свій старий стадіон. На чолі з директором по маркетингу, Нету Гаєр, розпочалася серія робіт по його розширенні та адаптації до «Статуту стадіонів». На додаток до ремонтних робіт на газоні, барах, душових кімнатах тощо, а також будівництво північної трибуни, місткістю до 8000 чоловік, основними роботами стало будівництво 72 кімнат під протилежною від табла трибуні.
Ремонт стадіону обійшовся в суму від 26000 до 39000 реалів, в той же час загальний бюджет, який мав клуб складав 1 820 000 (майже два мільйони) реалів, проте зрештою його вдалося наповнити до майже двох з половиною мільйонів реалів. Окрім цього, для поповнення клубного бюджету було випущено ряд продуктів, таких як гуртки, браслети та брелки. Завдяки популярності випущених товарів, прибуток від їх реалізації було направлено на ремонтні роботи.
Повторне відкриття стадіону, який тепер вміщував 20 083 сидячих місць, було призначено на 20 вересня 2006 року, коли «Парана» в 25-у турі чемпіонату Бразилії обіграла «Фортелазу» (2:0).

### Стадіон «Ертон Коелью Кейруш»: Віла Олімпіку ду Бокейрау
Стадіон, розташований у південній частині міста Куритиба, місткістю до 10 тисяч чоловік, належав Спортивному клубу «Пінейруш», але після злиття двох клубів, став власністю «Парани». На стадіоні «триколірні» грали свої домашні поєдинки в сезонах 1994 та 1997 років (національний чемпіонат), а в 1997 році було встановлено рекорд відвідуваності стадіону: 17 926 вболівальників спостерігали за матчем «Парани» проти «Уніау Бандейранте» (3:0).

### «Пінейрау»
Наприкінці ХХ століття «Парана» підписала суперечливий контракт з Федерацією футболу Паранаенсе (ФПФ), за яким орендувала стадіон «Пінейрау». Ця угода не була помітна для прихильників клубу й частини керівництва команди, також ця оренда означала фактичне знецінення активів клубу, оскільки клуб вже мав у власності стадіон «Віла-Капанема», таким чином, «Пінейрау» залишився без матчів. Однією з причин такого статусу стадіону стало й те, що, за словами фанів клубу, на цій споруді був поганий кут огляду футбольного поля. У 2002 році умови контракту були переглянуті й «Пінейрау» було знову орендовано «триколірними».
У 2006 році «Брітто Дурівал» був реконструйований за підтримки активістів проекту «Vila, tá na hora», ця арена знову стала домашньою для «Парани», оскільки з 30 травня 2007 року «Пінейрау» було дискваліфіковано за вимогою державного Міністерства соціальної політики Парани. Стадіон накопичив величезні борги перед ІНСС, з ІПТУ префектури міста Куритиба та іншими кредиторами.
28 червня 2012 року на одному з аукціонів бізнесмен Жоау Дестру продав «Пінейрау» за 57,5 мільйони реалів. Це була вже друга спроба продати арену, оскільки 14 червня відбувся перший аукціон, на якому стадіон оцінили в 69 мільйонів реалів, проте бажаючих придбати споруду так і не знайшлося.

## Міжнародні турніри
Протягом своєї історії «триколірні» чотири рази брали участь в офіційних міжнародних турнірах: Кубку КОНМЕБОЛ 1999 року, в Південноамериканському кубку сезону 2004 та 2006 років, а також у Кубку Лібертадорес 2007 років. Окрім цього в 1994 році «Парана» взяла участь у товариському турнірі в Коста-Риці в 1994 році, який став першим в історії клубу виступом на міжнародній арені.

### Міжнародний турнір 1994 року
Осімар Батіста Болікенью очолив команду, яка після визначення календаря турніру підтвердили свою участь в змаганні під егідою авіаційних авіаліній KLM з Сан-Хосе в Коста-Риці.
Перша гра на турнірі була проти «Алахуеленсе» на Стадіоні в однойменній провінції, у столиці країни, місті Сан-Хосе, де «Парана» програла господарям стадіону з рахунком 1:2, а Сауло знову увійшов до історії клубу, відзначившись першим голом за «Парану» на міжнародній арені. Після цього «триколірні» зустрілися з «Депортіво Сапрісса», найпопулярнішим клубом Сан-Хосе, й розписали нічию, 2:2. В останньому турі суперником бразильців стала дортмундська «Боруссія», в цьому поєдинку, який проходив на Муніципальному стадіоні Сан-Хосе, було зафіксовано також нічийний результат (1:1).
Завершився турнір чотирукутника для «Парани», в Лемоні, за 100 кілометрів від столичного «Сан-Хосе», товариським поєдинком, в якому за невеликої кількості вболівальників місцева команда поступилася з рахунком 0:1. Після повернення до Бразилії пролунало багато критики, в основному команді закидали провал у регулярному сезоні чемпіонату задля міжнародного турне, в якому «Парана» також нікого не вразила.

## Клубна символіка

### Кольори
Завдяки вибору назви «Парана Клубе» перші клубні прапори містили зелений та білий, перекликаючись з прапором штату, але незабаром, як і кольори одного з найприциповіших суперників «Парани», ФК «Корітіби», були змінені.
Альтернативою були блакитні кольори «Пінейруш», червоний від «Колораду» та білий спільний для обох; футболка гравців команди була синьо-червоного кольору зі золотим орлом на логотипі.
Цей орел був замінений на Синю Ворону, щоб підкреслити приналежність нового клубу до штату Парана, щоб окрім власне назви команди «Парана Клубе» відобразити цю приналежність ще й на клубному логотипі, завдяки цьому й до сьогодні команда має прізвисько «Триколірні».

### Талісман
Талісманом «Парана Клубе» є Лазурна різнобарвна сойка, птах-символ штату. Він був розроблений клубним відділом з маркетингу в 2008 році, проте потім був видозмінений (тому що в клубі вже був ще один талісман поля) та презентований 19 березня того ж року в поєдинку кубку Бразилії 2008 року «Парани» проти «Віторії / БА» (1:0).
Також на клубному логотипі є Сосна з Парани (Араукарія), дерево, яке також символізує штат Парана.
Лазурна різнобарвна сойка та Араукарія є основними елементами клубного логотипу.

## Форма

### Форма гравців
- 1º — Синьо-червона футболка, шорти та гетри білого кольору;
- 2º — Біла сорочка з червоними та синіми смугами, сині шорти та гетри;

| 1º форма | 2º форма | 2º форма |

### Форма воротаря
- Сірого кольору з сірими смугами;

|  |

### Інші сезони
- 2015

| 1º форми | 2º форма | 3º форма |

- 2011

| 1º форма | 2º форма | 3º форма |

- 2010

| 1º форма | 2º форма |

- 2008

| 1º форма | 2º форма | 3º форма |

## Вболівальники
Згідно з опитуванням, проведеним у 2008 році, «триколірних» підтримують 3,2 % уболівальників у штаті Парана, таким чином «Парана» посідає восьме місце серед інших клубів за рівнем підтримки, а в 2012 році Плурі/IBGE опублікували нові дослідження, в якому зазначили, що вболівальники «триколірних» посіли 27-е місце в рейтингу найпопулярніших футбольних клубів Бразилії, «Парану» підтримують близько 0,3 мільйони фанатів (300 0000).

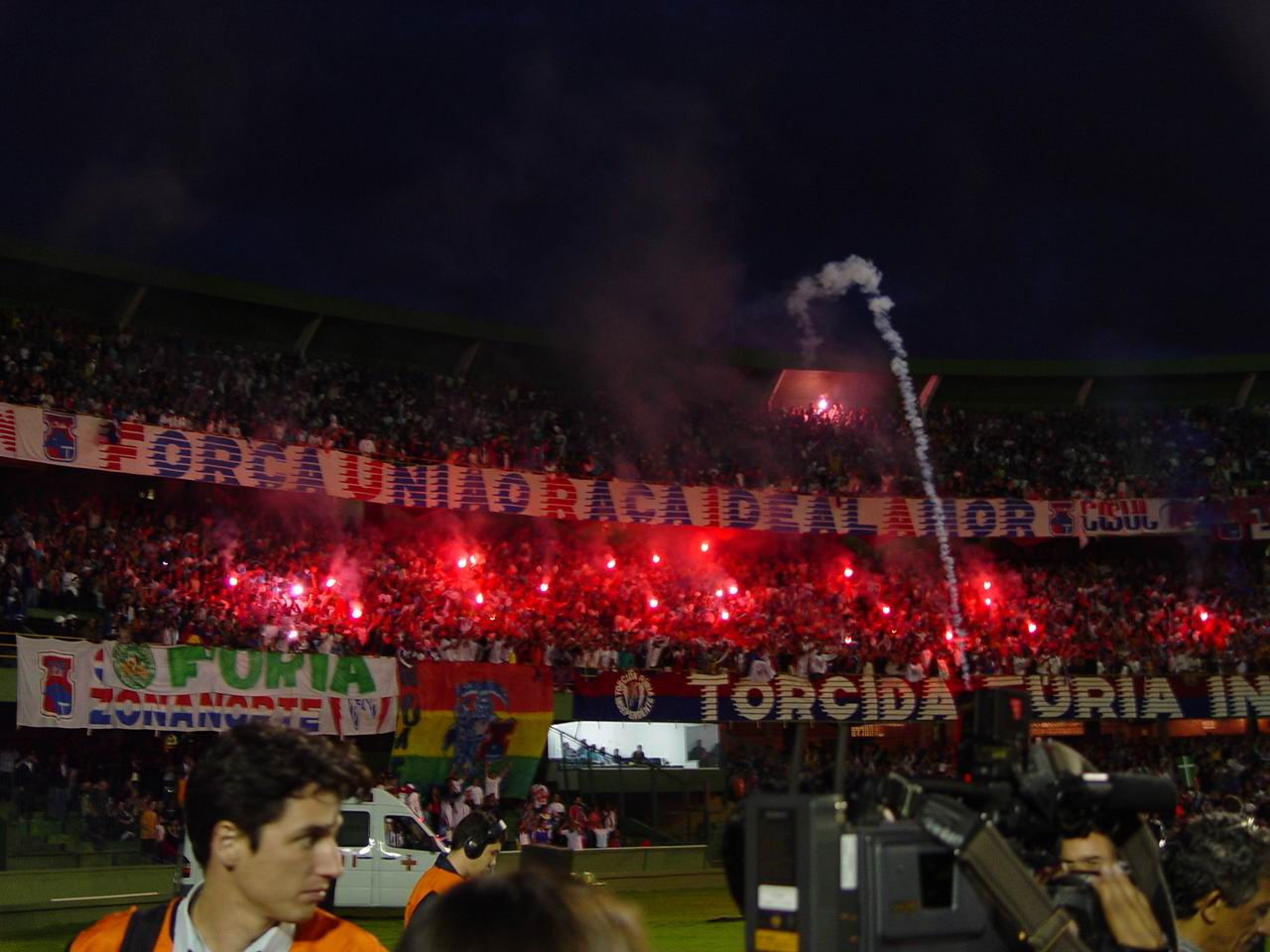
Фанатська група Fúria Independente на матчі своєї команди.

Найпринциповішими вболівальниками «Парани» є група порт. Fúria Independente («Незалежна група»), одна з найорганізованіших фанатських груп на півдні Бразилії, яка вперше про себе заявила в поєдинку Ліги Праранаенсе проти «Атлетіко Паранаенсе». Існує також група порт. Movimento Popular Paranista («Народний рух Парани»), фанатська група, яка переглядає всі матчі улюбленої команди, але не вважає себе ультрасом клубу.
Останніми роками підтримка уболівальниками призвела до появи творчості на стадіоні «Дуррівал Бріто-і-Сільва», більшість фанатів «Парани» на матчах улюбленого клубу почали використовувати шарф з гаслом порт. Sempre Paraná - Orgulho de ser Paranista («Завжди Парана — честь бути Параністою»), що свідчить про приналежність до торсиди.

## Міжнародні матчі
Протягом свої історії «Парана» в офіційних та товариських матчах грала з наступними закордонними суперниками:
- Рівер Плейт
- Насьйональ
- Талерес
- Серро Портеньйо[15]
- Лібертад
- «Сан-Лоренсо»
- Кобрелоа
- Сапрісса
- Алахуеленсе
- Лімоненсе
- Карпати
- Галичина
- Олімпійська збірна України
- Олімпійська збірна Фіджі
- Збірна Австралії
- Реал Потосі
- Уніон Маракайбо
- Боруссія (Дортмунд)
- Ла-Корунья

## Відомі гравці
- Рікардіньйо
- Гралак
- Саулу
- Мауріліу
- Режис
- Лусіу Флавіу
- Гелсіу
- Флавіу
- Агеу
- Маркуш
- Кайо Жуніор

Найкращі бомбардири в історії клубу
 Саулу104 голи

Гравці, які провели найбільшу кількість поєдинків за клуб
 Маркуш365 матчів

## Відомі тренери
| Ім'я                 | Період           |
| -------------------- | ---------------- |
| Рубенс Мінеллі       | 1990, 1994, 1997 |
| Отасіліу Гонсалвеш   | 1991-1992, 1995  |
| Левір Кульпі         | 1993             |
| Вандерлей Лушембурго | 1995             |
| Антоніу Лопеш        | 1996             |
| Женіньйо             | 2000             |
| Кайо Жуніор          | 2006             |
| Сержіу Суареш        | 2009             |
| Веллозу              | 2009             |
| Роберту Кавалу       | 2009, 2010—2011  |
| Марселу Олівейра     | 2010             |
| Рікарду Пінту        | 2011             |
| Роберту Фонсека      | 2011             |
| Гільєрме Макулья     | 2011             |
| Рікардіньйо          | 2012, 2014       |
| Даду Кавалканті      | 2013             |
| Клаудіней Олівейра   | 2014, 2016       |
| Лусіану Гуссо        | 2015             |
| Неду Шав'єр          | 2015             |
| Фернанду Дініз       | 2015             |
| Марселу Мартелотте   | 2016             |
| Роберту Фернандеш    | 2016             |
| Вагнер Лопес         | 2017             |
| Крістіан де Соужа    | 2017             |
| Ліска                | 2017             |
| Матеуш Кошта         | 2017             |
| Вагнер Лопес         | 2018             |
| Рожеріо Мікале       | 2018             |
| Клаудіней Олівейра   | 2018             |
| Дадо Кавалканті      | 2018—            |

## Керівництво клубу
- Президент: Леонарду Олівейра
- 1-й віце-президент: Крістіан Марселу Фонтеш Кнаут
- 2-й віце-президент: Маселу Барруш Гуатура
- Фінансовий менеджер: Осман Луїш Томазі
- Голова консультативної ради: Бенедіту Гомеш Барбоса
- Голова дорадчої ради: Луїш Карлуш Касагранде[22]
- Начальник служби безпеки: Крістіану Сауту Пуппі
- Голова фінансової ради: Тіагу Габріл Корреа де Олівейра

## Принципові протистояння

### ФК «Корітіба»
Найпринциповішим суперником «триколірних» з ще одним популярний клуб у Куритибі, ФК «Корітіба», який навіть є клубом, з яким найчастіше всього зустрічалася «Парана».

### «Атлетіку Паранаенсі»
Іншим принциповим суперником триколірних з 1990 року є «Атлетіку Паранаенсі»

## Рейтинг КБФ
Рейтинг станом на грудень 2017
- Місце: 28º
- Очок: 5.244 очок[24]